# اچ‌ام‌اس لئونیداس (۱۹۱۳)
اچ‌ام‌اس لئونیداس (۱۹۱۳) (به انگلیسی: HMS Leonidas (1913)) یک کشتی بود که طول آن ۲۶۹ فوت (۸۲ متر) بود. این کشتی در سال ۱۹۱۳ ساخته شد.